# Убийство Трэвиса Александра
Трэвис Виктор Александр (англ. Travis Victor Alexander; 28 июля 1977 года, Риверсайд, Калифорния — 4 июня 2008 года, Меса, Аризона) — американский продавец, которого зарезала его бывшая девушка Джоди Энн Ариас (род. 9 июля 1980 года). Убийство произошло в доме жертвы в городе Меса (Аризона). 8 мая 2013 года Ариас была осуждена за убийство первой степени, 13 апреля 2015 года её приговорили к пожизненному заключению без права на условно-досрочное освобождение.
Трэвис Александр был найден мёртвым у себя дома в душе 9 июня 2008 года. Он получил от 27 до 29 ножевых ранений и огнестрельное ранение в голову. 9 июля 2008 года большое жюри округа Марикопа, штат Аризона, предъявило Джоди Энн Ариас, с которой Александр встречался до этого на протяжении 1,5 лет с перерывами, обвинение в убийстве первой степени. Она была арестована 15 июля 2008 года в своем доме и экстрадирована в Аризону. Суд длился 5 лет. Ариас несколько раз меняла свои показания и в конце концов утверждала, что она убила Трэвиса в ходе самообороны. 7 мая 2013 года присяжные признали её виновной и она была осуждена на пожизненное заключение, без права условно-досрочного освобождения. Убийство и судебный процесс привлекли широкое внимание американских СМИ.

## Предыстория
Трэвис Виктор Александр родился 28 июля 1977 года в городе Риверсайд (Калифорния) в семье Гэри Дэвида Александра (1948—1997) и Памелы Элизабет Морган Александр (1953—2005). В 11 лет Трэвис переехал к бабушке и дедушке по отцовской линии. После смерти его отца в июле 1997 года его семь братьев и сестёр также переехали к бабушке по отцовской линии. Александр работал продавцом и мотивационным спикером в компании Pre-Paid Legal Services (PPL, ныне LegalShield).
Джоди Энн Ариас родилась 9 июля 1980 года в городе Салинас (Калифорния) в семье Уильяма и Сандры Ариас (урождённой Аллен). Ариас и Александр встретились в сентябре 2006 года на конференции PPL в Лас-Вегасе (штат Невада). Александр был прихожанином Церкви Иисуса Христа Святых последних дней и пригласил туда Ариас. Александр сам крестил её 26 ноября 2006 года на церемонии в Южной Калифорнии. Александр и Ариас начали встречаться в феврале 2007 года. Ариас переехала в Месу, чтобы жить поближе к Александру. В апреле 2008 года она переехала в Уайрику (Калифорния), и жила там со своими бабушкой и дедушкой.
Александр и Ариас встречались в течение полутора лет (с перерывами), часто поддерживали отношения на расстоянии, по очереди путешествовали между своими домами в Аризоне и Калифорнии. Друзья Александра, которые знали Ариас и видели их вместе, как правило, отзывались о ней отрицательно. Они говорили, что отношения были необычно бурными, а поведение Ариас вызывало беспокойство.

## Убийство
Александр был убит в среду, 4 июня 2008 года. Он получил от 27 до 29 ножевых ранений, в том числе в горло, и огнестрельное ранение в голову. Судебный медик Кевин Хорн указал, что яремная вена, общая сонная артерия и трахея Александра были перерезаны. Также у Александра были раны на руках, которые указывали на то, что он пытался закрыться от ударов ножом. Хорн также сделал вывод, что Александр мог быть уже мёртв на момент выстрела и что раны на спине были неглубокими. Смерть Александра была квалифицирована как убийство. Он был похоронен на кладбище Оливвуд Мемориал Парк в родном Риверсайде.

## Расследование и его итоги
В начале 2008 года Александр сказал знакомым, что 15 июня Ариас поедет с ним в командировку в Канкун (Мексика). В апреле Александр попросил сменить попутчика на другую девушку. 28 мая в доме бабушки и дедушки Ариас, с которыми жила сама девушка, произошла кража со взломом. Среди пропавших объектов был пистолет под патрон 6,35 × 15 мм Браунинг, который так и не был обнаружен. Позже этот факт оказался важным, так как на месте убийства рядом с телом Александра была найдена гильза от патрона этого калибра.
2 июня с 1:00 до 3:00 Ариас звонила Александру четыре раза, но, по всей видимости, не дозвонилась до него, так как самый продолжительный звонок длился 17 секунд. После 3 часов ночи Александр дважды звонил Ариас, первый раз они говорили 18 минут, второй раз — 41 минуту. В 4:03 Ариас снова позвонила Александру, и звонок длился 2 минуты 48 секунд. Ни записи звонков, ни их стенограммы не были представлены в суде над Ариас. В 5:39 утра Ариас поехала на юг, чтобы арендовать машину для длительной поездки в Юту, она заправилась в Уайрике. 2 июня в 8:04 Ариас арендовала машину в городе Реддинг (Калифорния), и указала, что вернёт машину по месту аренды. По пути в Юту на рабочую конференцию PPL Ариас заехала к друзьям из южной Калифорнии и встретилась с Райаном Бернсом, сотрудником PPL. Поздним вечером 3 июня Ариас, по-видимому, отправилась в Солт-Лейк-Сити.
Вечером 4 июня Александр пропустил важную онлайн конференцию. На следующий день Ариас встретилась с Бернсом в Уэст-Джордане, пригороде Солт-Лейк-Сити, и посетила деловую встречу. Позже Бернс сказал, что заметил следующее: Ариас носила светлые волосы, теперь она перекрасилась в тёмно-каштановый, а на руках у неё были порезы. 6 июня она покинула Солт-Лейк-Сити и поехала на запад в сторону Калифорнии. Она несколько раз звонила Александру и оставила ему несколько сообщений на автоответчике. Она также получила доступ к системе голосовой почты его мобильного телефона. По состоянию на 7 июня, когда Ариас вернула машину, она проехала около 4500 км. Работник службы проката позже заявил, что в автомобиле отсутствовали коврики, а на передних и задних сиденьях были красные пятна. Однако уже не представлялось возможным доказать, что в автомобиле были коврики на момент возврата машины; а красные пятна уже нельзя было проанализировать, так как салон автомобиля очистили до того, как полиция смогла его осмотреть.
9 июня друзья Александра не смогли дозвониться до него и пришли к нему домой. Соседи по комнате не видели его несколько дней, но думали, что его нет в городе, и поэтому ничего не подозревали. Найдя ключ от главной спальни Александра, друзья вошли туда и обнаружили большие лужи крови в коридоре, ведущем к главной ванной, тело Александра находилось в душе. Во время звонка на 9-1-1 (запись не предоставляли присяжным) диспетчер спросил, был ли Александр склонен к суициду и были ли у него враги, которые могли бы причинить ему боль. Друзья Александра назвали имя Ариас в качестве возможного подозреваемого. По их словам, Александр сказал им, что она преследовала его, заходила в его аккаунт на Facebook и резала шины его автомобиля.
Обыскивая дом Александра, полиция обнаружила в стиральной машине его новую цифровую камеру, которая была сильно повреждена. Полиции удалось восстановить удалённые изображения, на которых Ариас и Александр были в эротических позах, фото были сделаны 4 июня примерно в 13:40. Последняя фотография живого Александра, на которой он запечатлён в душе, была сделана в 17:29 в тот же день. На фотографиях, сделанных через несколько минут, был запечатлён человек, предположительно Александр, «истекающий кровью» на полу в ванной. На стене в предбаннике был обнаружен кровавый отпечаток ладони; он содержал ДНК Ариас и Александра.
9 июля 2008 года большое жюри округа Марикопа, штат Аризона, предъявило Ариас обвинение в убийстве первой степени. Шесть дней спустя она была арестована в своём доме и 5 сентября экстрадирована в Аризону. 11 сентября Ариас не признала себя виновной. За это время она предоставила несколько различных показаний о своей причастности к смерти Александра. Сначала она сообщила полиции, что не была в Месе в день убийства и в последний раз видела Александра в марте 2008 года. Позже Ариас сообщила полиции, что двое злоумышленников ворвались в дом Александра, убили его и напали на неё. Через два года после её ареста Ариас сказала полиции, что убила Александра в целях самообороны, якобы она стала жертвой домашнего насилия.

## Предварительные слушания
6 апреля 2009 года суд отклонил ходатайство обвиняемого об отводе окружной прокуратуры Марикопы. 18 мая суд обязал Ариас пройти тест на IQ и проверку вменяемости. В январе 2011 года защита подробно описала свои попытки получить текстовые сообщения и электронные письма. Сначала обвинение сообщило адвокатам защиты, что текстовые сообщения от или на имя Александра, недоступны, но затем обвинению было предписано передать несколько сотен таких сообщений. Детектив полиции Месы Эстебан Флорес сказал адвокатам, что в электронных письмах Александра нет ничего «необычного»; в июне 2009 года около 8000 сообщений были переданы защите.

## Судебное рассмотрение

### Выбор присяжных
Судебный процесс начался в Верховном суде округа Марикопа, дело вела судья Шерри К. Стивенс. Судебное разбирательство началось 10 декабря 2012 года. 20 декабря адвокаты Ариас заявили, что обвинение «систематически исключало» из присяжных женщин и чернокожих; прокурор Хуан Мартинес сказал, что раса и пол не влияли на его выбор присяжных. Стивенс постановила, что обвинение не проявило предвзятости при выборе присяжных.

### Стадия обвинения
Изначально 2 января 2013 года Мартинес просил назначить высшую меру наказания — смертную казнь. Ариас представляли назначенные судом адвокаты Л. Кирк Нурми и Дженнифер Уиллмотт. Защита утверждала, что убийство Александра произошло в рамках самообороны.
Райан Бернс заявил, что, когда Ариас приехала к нему в Юту, они провели вместе несколько часов, обнимались и целовались на большом кресле-мешке. Она рассказала ему, что порезала руки о битое стекло, когда работала в ресторане под названием Margaritaville. Детектив обнаружил, что ресторана с таким названием никогда не существовало в районе Уайрики; в то время Ариас работала в ресторане Casa Ramos. Позже Ариас заявила, что после того, как она порезала палец, ей «нужно было приготовить миллиард маргарит». Позже обвинение заявило, что рядом с телом Александра был найден патрон 6,35 × 15 мм Браунинг. Пропажа пистолета того же калибра из дома Ариас в Уайрике на предыдущей неделе указывала на то, что она инсценировала кражу со взломом и воспользовалась пистолетом, чтобы убить Александра. Мартинес утверждал, что Ариас преследовала Александра и дважды резала ему шины. В последние дни перед смертью Александр назвал её «социопатом» и «худшим, что когда-либо случалось» с ним, а также заявил, что боится её.
Ариас выступила в свою защиту 4 февраля 2013 года, она давала показания в общей сложности 18 дней. Адвокат по уголовным делам Марк Герагос назвал такой срок «беспрецедентным». Ариас рассказала, что с семи лет подвергалась жестокому обращению со стороны родителей. Она сказала, что арендовала машину в Реддинге, потому что сайт Budget Rent a Car предлагал два варианта: один к северу и один к югу, а её брат жил в Реддинге. На второй день выступления Ариас сказала, что в ходе отношений с Александром у них был оральный и анальный секс. Она сказала, что в первый раз анальный секс был болезненным и что Александр считал, якобы такие действия не противоречили религиозным предписаниям. Ариас сказала, что у них с Александром всё-таки были вагинальные половые акты, но реже. В суде была проиграна запись секса по телефону, которую Ариас сделала без ведома Александра. Она хотела представить её религиозной общине. Ариас также заявила, что Александр испытывал сексуальное влечение как к детям мужского, так и женского пола, и что она пыталась помочь ему преодолеть эту тягу. Судебные эксперты подтвердили, что в ходе проверки компьютера Александра не было обнаружено никаких порнографических материалов.
Ариас сказала, что её отношения с Александром становились всё более агрессивными в физическом и эмоциональном плане. Она заявила, что Александр встряхнул её, сказав: «Я чертовски устал от тебя». Затем он начал кричать на неё, после чего толкнул её на пол у изножья своей кровати и издевался над ней со словами «не делай вид, будто это больно». Затем он назвал её «сукой» и ударил ногой по рёбрам. Ариас сказала, что «он снова хотел её ударить, и она подняла руку». В зале суда она показала левую руку, продемонстрировав, что её безымянный палец искривлён. Ариас утверждала, что она убила Александра в целях самообороны после того, как он напал на неё, когда она уронила его камеру. Якобы он заставил её бороться за свою жизнь. Это была третья по счёту версия Ариас о ходе событий, предшествовавших смерти Александра. По мнению прокуроров, слушателей в зале суда и присяжных заседателей, непоследовательность в показаниях Ариас серьёзно подорвала доверие к ней. Среди свидетелей обвинения, вызванных прокурором, были несколько других подруг Александра, которые заявили, что у него никогда не было проблем с гневом или насилием.
Во время судебного процесса была проиграна видеозапись интервью Ариас (новостной журнал Inside Edition, сентябрь 2008 года), в котором она сказала: «Никакие присяжные не осудят меня … потому что я невиновна. Вы можете записать мои слова об этом». Обсуждая интервью в ходе дачи показаний, Ариас сказала: «Во время [интервью] у меня был план покончить жизнь самоубийством. Поэтому я была чрезвычайно уверена, что никакие присяжные не осудят меня, потому что я не ожидала, что кто-то из вас окажется здесь». В конце перекрёстного допроса Ариас Мартинес воспроизвёл видео и попросил Ариас подтвердить, что она сказала во время интервью, якобы не будет осуждена, потому что она невиновна. На допросе Мартинеса Ариас первоначально вела себя агрессивно и легкомысленно. Но через несколько дней Мартинес сделал акцент на возможном обмане и несоответствиях в её показаниях, и она призналась, что нанесла удар и застрелила Александра. Хотя ранее она заявляла о провале в памяти. Старшина присяжных Уильям Зервакос позже на программе ABC Good Morning America высказал общее мнение для присяжных и наблюдателей: «Я думаю, что 18 дней причинили ей боль. Я думаю, что она не была хорошим свидетелем».
Начиная с 14 марта психолог Ричард Сэмюэлс почти шесть дней давал показания в пользу защиты. Он сказал, что Ариас, вероятно, страдала от острого стресса во время убийства, переключив своё тело в режим защитной реакции «бей или беги», из-за этого её мозг перестал сохранять память о событиях. Один из присяжных заседателей спросил, мог ли этот сценарий иметь место в случае умышленного убийства. Как утверждает обвинение, психолог ответил: «Возможно ли это? — Да. Вероятно ли это? — Нет». Сэмюэлс также диагностировал у Ариас посттравматическое стрессовое расстройство (ПТСР). Мартинес усомнился в беспристрастности Сэмюэлса, обвинив его в предвзятости и в том, что он установил отношения с Ариас; Сэмюэлс ранее говорил, что сочувствовал Ариас. Начиная с 26 марта, Алис Лавиолетт, психотерапевт, специализирующийся на домашнем насилии, заявила, что Ариас стала жертвой домашнего насилия, и что большинство жертв молчат, потому что они испытывают стыд и унижение. Лавиолетт проанализировала электронные письма от близких друзей Александра: «По сути, они посоветовали г-же Ариас прекратить отношения … что г-н Александр жестоко обращался с женщинами». Присяжные задали Лавиолетт чуть менее ста вопросов, многие из них касались достоверности слов Ариас.
Клинический психолог Джанин Демарт свидетельствовала в пользу обвинения, заявив, что она не нашла ни доказательств плохого обращения Александра с Ариас, ни доказательств посттравматического стрессового расстройства или амнезии у Ариас. Более того, полная потеря памяти на длительные промежутки времени, которую, якобы испытала Ариас, несовместима с травматической амнезией от ПТСР, которая проявляется гораздо более короткими провалами в памяти. Вместо этого Демарт сказала, что Ариас страдала пограничным расстройством личности, проявляя признаки незрелости и «нестабильного чувства идентичности». Люди, страдающие таким расстройством, «испытывают ужасное чувство того, что их бросают другие», — сказала Демарт присяжным. Последним свидетелем защиты был психолог Роберт Геффнер, который сказал, что диагноз Демарт (пограничное расстройство личности) был «неуместным» и что все тесты, проведённые с момента ареста Ариас, указывали на тревожное расстройство, вызванное психологической травмой. Он также сказал, что тесты подтвердили её честность в ответах на вопросы. Штат повторно вызвал судебного медика Хорна, который в дальнейшем исследовал огнестрельное ранение. Также был вызван судебный нейропсихолог Джилл Хейс, которая усомнилась в выводах Геффнера о том, что тест MMPI (Миннесотский многоаспектный личностный опросник) не был направлен на диагностику пограничного расстройства личности.
Обвинение хотело проверить показания Ариас о том, что 3 июня 2008 года она купила пятигаллонную канистру в магазине Walmart в Салинасе, которую она вернула в тот же день. 24 апреля, обвинение позвонило Аманде Уэбб, сотруднице магазина Walmart в Салинасе. Уэбб сказала, что, согласно данным Walmart, в тот день никто не вернул канистру на пять галлонов, и что Ариас вернула канистру через неделю после покупки. Факт наличия у Ариас канистры был важен, поскольку прокурор утверждал, что Ариас преднамеренно не хотела попадаться на камеры видеонаблюдения заправки, когда ехала в Месу.
В заключительных аргументах 4 мая защита Ариас утверждала, что теория преднамеренности не имеет смысла. «Что произошло в тот момент времени? Отношения, отношения хаоса, которые тоже закончились хаосом. В том, что произошло 4 июня в той ванной комнате, нет ничего запланированного … Не могло ли быть так, что после всего, через что они прошли в этих отношениях, она просто огрызнулась? … В конечном счёте, если мисс Ариас вообще виновна в каком-либо преступлении, это преступление в виде непредумышленного убийства и ничего более.» В качестве опровержения Мартинес описал степень и разнообразие ран Александра: «Нет никаких доказательств того, что он когда-либо касался её руки. Ничто не указывает, что это что-то меньшее, чем бойня. Не было никакого способа успокоить эту женщину, которая просто не оставила бы его в покое.»
Свидетельские показания Ариас в сочетании с очень длительным выступлением защиты на этапе обвинения в суде вызвали проблемы у присяжных, которые не могли так много времени уделять процессу. 3 апреля один из присяжных был отчислен за «проступок». Защита указывала на нарушение процессуальной формы, но судья отрицала это. 12 апреля ещё один присяжный был освобожден от обязанностей по состоянию здоровья. Третий присяжный был отчислен 25 апреля после ареста за вождение в состоянии алкогольного опьянения. К 25 апреля расходы на правовую помощь достигли почти 1,7 миллиона долларов.
7 мая 2013 года, после 15 часов раздумий присяжных, Ариас была признана виновной в убийстве первой степени. Из 12 присяжных заседателей пятеро признали её виновной в умышленном убийстве первой степени, а семь признали её виновной ещё и в нанесении тяжких телесных повреждений, повлёкших смерть. Когда оглашали приговор, члены семьи Александра улыбались и обнимались между собой. Люди за пределами зала суда начали аплодировать и скандировать.

### Отягчающие обстоятельства
После осуждения обвинению следовало убедить присяжных в том, что убийство было «жестоким, ужасным или аморальным». Целью было доказать, что Ариас заслуживала смертной казни. Стадия доказывания наличия отягчающих обстоятельств началась 15 мая 2013 года. Единственным свидетелем был судмедэксперт, проводивший вскрытие трупа Александра. Адвокаты Ариас, которые неоднократно просили разрешить им отказаться от защиты обвиняемой, представили только краткие вступительные заявления и заключительные аргументы. Они сказали, что выброс адреналина в теле Александра, возможно, облегчил его страдания в ходе убийства. Прокурор Мартинес показал присяжным фотографии трупа и места преступления, затем попросил сделать паузу на две минуты, чтобы проиллюстрировать, сколько времени, по его словам, умирал Александр. Менее чем через три часа присяжные решили, что к Ариас может быть применена смертная казнь.

### Стадия вынесения приговора
Стадия вынесения приговора началась 16 мая 2013 года, когда прокуроры вызвали членов семьи Александра, чтобы те убедили присяжных в том, что преступление Ариас заслуживает смертного приговора.
21 мая Ариас заявила, что она согласна на пожизненное заключение. Ариас отказалась от своих слов, сказанных тележурналисту вскоре после осуждения, тогда она сказала, что предпочла бы смертную казнь. «Каждый раз, когда я это говорила, я имела в виду это, но мне не хватало перспективы» — сказала она: «До недавнего времени я не могла представить себя стоящей перед вами и просящей вас дать мне пожизненное». Она сказала, якобы передумала, чтобы не причинять больше боли членам своей семьи, которые также ходили на заседания. В какой-то момент Ариас подняла белую футболку с надписью «Выживший», сказав присяжным, что она продаст её и пожертвует все деньги жертвам домашнего насилия. Она также сказала, что в тюрьме пожертвует свои волосы благотворительной организации Locks of Love, которая делает парики для детей, страдающих облысением. Уже находясь в тюрьме, она делала это три раза.
В тот вечер в совместном интервью The Arizona Republic, KPNX-TV и Today Ариас сказала, что не знает, какое решение примут присяжные. «С чем бы они ни вышли, мне придётся с этим смириться, у меня нет другого выбора». Касательно приговора она сказала: «У меня было чудовищное ощущение нереальности происходящего. На самом деле, я чувствовала, что присяжные предали меня. Я надеялась, что они увидят вещи такими, какие они есть. Мне было страшно за мою семью и за то, о чём они думали.»
23 мая в ходе вынесения приговора по делу Ариас присяжные так и не смогли прийти к единому мнению, что побудило судью объявить роспуск присяжных на этом этапе. Голоса присяжных разделились: 8 против 4 в пользу смертной казни. После того, как присяжные были распущены, старшина присяжных Зервакос заявил, что они не решились взять на себя ответственность вынести смертный приговор, но были поражены, когда их работа закончилась роспуском. «К концу мы были морально и эмоционально истощены», — сказал он: «… мы были в ужасе, когда узнали, что они действительно объявили о роспуске, и мы почувствовали, что потерпели поражение».
30 мая прокурор округа Марикопа Билл Монтгомери обсудил следующие шаги на пресс-конференции. Он выразил уверенность, что можно созвать новый суд присяжных, но также заявил о возможности, что адвокаты и семья жертвы могут согласиться отказаться от судебного разбирательства в пользу пожизненного заключения без права досрочного освобождения. Ариас сказала: «Я не думаю, что сейчас в мире есть пул присяжных с незапятнанной репутацией. … Но я всё ещё верю в систему в некоторой степени, поэтому мы просто пройдём через это, если это случится». Адвокаты Ариас ответили: «Если диагноз, поставленный психологом штата, верен, прокуратура округа Марикопа добивается вынесения смертного приговора психически больной женщине, не имеющей уголовного прошлого. Адвокат г-жи Ариас не обязан заниматься этим делом.»

### Жалобы и апелляции
В ходе судебного разбирательства адвокаты заявляли о процессуальных нарушениях в январе, апреле и мае 2013 года. В январе адвокаты Ариас утверждали, что Эстебан Флорес, ведущий детектив полиции Месы по этому делу, лжесвидетельствовал во время досудебного слушания 2009 года. Тогда обсуждался вопрос, следует ли рассматривать смертную казнь в качестве варианта для присяжных. На слушании в 2009 году Флорес заявил, что, судя по виду места происшествия и беседе с судмедэкспертом, было очевидно, что Александру сначала выстрелили в лоб. Вопреки показаниям Флореса на слушании 2009 года, судмедэксперт сказал присяжным, что выстрел, вероятно, стал бы смертельным для Александра. Учитывая его обширные раны, включая колотые раны и порезы на ладонях, руках и ногах, маловероятно, что выстрел предшествовал ударам ножом. Флорес отрицал обвинения в лжесвидетельстве и сказал на суде, что просто неправильно понял судмедэксперта.
В апреле защита утверждала, что прокурор действовал ненадлежащим образом, и заявила, что это дело напоминало современный вариант судебных процессов над салемскими ведьмами. В ходатайстве защита утверждала, что неправомерное поведение прокуратуры внесло в это разбирательство много несправедливости, которую нельзя исправить никакими другими средствами. В ходатайстве также говорилось, что в зале суда царит «атмосфера цирка» и что Мартинес кричал, морально давил на свидетелей и швырял улики. В заявлении также утверждалось, что Мартинес решил опубликовать доказательства и позировал для фото со своими сторонниками у входа в суд. Адвокаты утверждали, что Ариас находилась в положении, в котором она не могла полноценно защищаться, и что единственным конституционным путём было бы признать нарушение процессуальной формы.
20 мая 2013 года адвокаты подали ходатайство, в котором утверждалось, что свидетель защиты, которая в прошлую пятницу (17 мая) должна была давать показания в защиту Ариас, стала получать угрозы. За день до подачи документов свидетель связалась с адвокатом Ариас, заявив, что она больше не желает давать показания из-за угроз. В ходатайстве значилось: «Следует также отметить, что эти угрозы последовали за угрозами в адрес Алис Лавиолетт, запись о которых была сделана с её слов и заверена печатью». Это ходатайство было отклонено, как и ходатайство об остановке разбирательства, которое требовалось, чтобы дать время для обжалования процессуальных определений в Верховном суде Аризоны.
29 мая 2013 года Верховный суд Аризоны отказался рассматривать апелляцию, поданную тремя месяцами ранее, таким же было и предыдущее решение Апелляционного суда Аризоны. Адвокат Нурми попросил высокий суд исключить отягчающий фактор жестокости, потому что судья первой инстанции согласился с ним на основе неверной версии событий убийства. Первоначально ведущий детектив утверждал, что сначала был выстрел, после чего последовали резкие удары ножом и перерезание горла. Основываясь на этой версии, судья Стивенс постановила, что с большой долей вероятности преступление было совершено с особой жестокостью (отягчающее обстоятельство). После этого первоначального слушания судмедэксперт сделал вывод, что выстрел произошёл после смерти.
6 июля 2018 года новые адвокаты Ариас, Маргарет М. Грин и Кори Энгл, подали апелляцию на 324 страницы с требованием отменить её обвинительный приговор в убийстве.
17 октября 2019 года адвокаты Ариас заявили в Апелляционном суде, что её приговор должен быть отменён на том основании, что Мартинес действовал ненадлежащим образом на протяжении всего судебного процесса, это вызвало ажиотаж в СМИ и повлияло на исход судебного разбирательства. 24 марта 2020 года суд постановил, что, несмотря на «вопиющие» и «самопиарные» проступки со стороны прокурора, Ариас была осуждена «на основании неопровержимых доказательств её вины», и оставил приговор в силе.

### Повторное рассмотрение и заключение
21 октября 2014 года началось повторное рассмотрение дела касательно приговора Ариас. Были даны вступительные заявления и проведено слушание по делу о доказательствах. Свидетель обвинения Аманда Уэбб (участвовала в первом судебном заседании, опровергла показания Ариас о том, что она вернула канистру в Walmart) признала, что не знала, все ли записи были переданы после переезда магазина. После рождественских отпусков повторное рассмотрение дела возобновилось в январе 2015 года. Эксперты полиции Месы признали, что на ноутбуке Александра были вирусы и порнография, вопреки показаниям на первом судебном процессе в 2013 году. Обсуждение дела присяжными началось 12 февраля 2015 года. 2 марта присяжные проинформировали судью Стивенс о том, что они не могут договориться. Адвокаты Ариас потребовали распустить присяжных. Стивенс отклонила ходатайство, зачитала дополнительные инструкции присяжным и приказала им возобновить обсуждение. 5 марта Стивенс объявила о роспуске присяжных, они совещались около 26 часов в течение пяти дней, и в конце голоса резделились: 11 против 1 в пользу смертной казни. 11 присяжных, поддержавших смертную казнь, указали, что единственный несогласный присяжный сочувствовал Ариас.
Вынесение приговора было назначено на 7 апреля 2015 года, Стивенс могла приговорить Ариас к пожизненному заключению без права на условно-досрочное освобождение (УДО) или с правом на УДО через 25 лет. 13 апреля Стивенс приговорила Ариас к пожизненному заключению без права на УДО. К 5 марта 2015 года общие судебные издержки процесса Ариас составляли примерно 3 миллиона долларов.
В интервью 8 апреля 2015 года адвокат Ариас Дженнифер Уиллмотт говорила о всплеске гнева в социальных сетях, угрозах смертью в её адрес, заявлениях Ариас при вынесении приговора, несогласного присяжного. Она заявила, что, по её мнению, Ариас дала правдивые показания.
В июне 2015 года по итогам гражданского иска Ариас обязали выплатить более 32000 долларов братьям и сёстрам Александра. Её адвокат заявил, что это около одной трети запрошенной изначально суммы.
Ариас отбывает наказание в тюремном комплексе штата Аризона — Перривилль, который закреплён за Управлением исправительных учреждений штата Аризона. Она была помещена в отделение максимальной строгости, но позже переведена на средний уровень строгости.

## СМИ
Агентство Associated Press сообщило, что общественность сможет увидеть свидетельские показания по делу Джоди Ариас. Это решение было принято коллегией из трёх судей Апелляционного суда Аризоны. Оно отменило первоначальное решение судьи Верховного суда округа Марикопа Шерри Стивенс, которое «позволяло свидетелю давать показания в тайне, поскольку присяжные [решали], давать ли [Ариас] смертную казнь». Судья Стивенс проводила закрытые (тайные) слушания. В попытке сохранить конфиденциальность неустановленному свидетелю защиты было разрешено давать показания в тайне. Хотя решение судьи Стивенс было отменено Апелляционным судом Аризоны, имя «загадочного свидетеля, дававшего показания … в начале выступлений защиты» так и не было раскрыто общественности.
В одном из эпизодов телесериала «48 часов» за 2008 год содержалось интервью, которое впервые в истории сериала было использовано в качестве доказательства в судебном процессе о смертной казни. 24 сентября 2008 года Inside Edition взяла интервью у Ариас в тюрьме округа Марикопа, где она заявила: «Никакие присяжные не осудят меня … потому что я невиновна. Вы можете записать мои слова об этом. Никакие присяжные не собираются осуждать меня.»
Associated Press назвало дело «цирком», «скорым поездом», и заявило, что дело «переросло в мировую сенсацию, поскольку тысячи людей следили за судом через прямую неотредактированную веб-трансляцию». В издании добавили, что судебное разбирательство «ежедневно освещалось в кабельных новостных сетях и породило виртуальную индустрию доморощенных ток-шоу», а в суде «всё дело превратилось в цирковое представление, которое каждый день привлекало десятки энтузиастов в здание суда, когда они выстраивались в очередь, чтобы получить шанс занять всего несколько свободных мест для вольных слушателей в зале»; «Для фанатов судебный процесс над Ариас превратился в дневную мыльную оперу». The Toronto Star заявила: «При такой смеси ревности, религии, убийства и секса дело Джоди Ариас показывает, что происходит, когда система правосудия становится развлечением».
Во время судебного процесса общественные деятели свободно высказывали своё мнение. Губернатор Аризоны Джен Брюэр заявила журналистам после не связанного с делом мероприятия, что считает Ариас виновной. Она не дала чёткого ответа, считает ли она Ариас виновной в непредумышленном убийстве, убийстве второй степени или убийстве первой степени, но сказала: «У меня нет всей информации, но я думаю, что она виновна».
Сотрудники новостного канала HLN сравнили это дело с делом Кейси Энтони. Они отмечали сходство между Энтони и Ариас, а также реакцию, которую эти дела вызвали у широкой общественности. Кроме того, HLN ежедневно транслировал шоу, посвящённое судебному процессу под названием HLN After Dark: The Jodi Arias Trial. Возглавив рейтинг, кабельная сеть разослала пресс-релиз под названием «HLN № 1 среди кабельных каналов с рекламой, поскольку Ариас умоляет сохранить ей жизнь». В сообщении говорилось: «HLN продолжает оставаться лидером рейтингов и полным источником освещения судебного разбирательства по делу Джоди Ариаса. 21 мая HLN заняла первое место среди поддерживаемых рекламой кабельных сетей […] Ариас заняла твёрдую позицию отстаивать свою жизнь перед присяжными, которые признали её виновной в убийстве Александра. За это время HLN превзошёл конкурентов по общему числу зрителей (2 540 000).»

### Социальные сети
В конце января 2013 года брат Ариас на eBay начал продавать картины, которые рисовала его сестра. По его словам, деньги пошли на оплату путевых расходов семьи в ходе суда и «более хорошую еду» для Ариас, пока она находилась в тюрьме.
11 апреля USA Today сообщило, что показания свидетельницы защиты Алис Лавиолетт, якобы Ариас стала жертвой домашнего насилия, вызвало крайнее возмущение общественности. Пользователи социальных сетей подвергали нападкам репутацию Лавиолетт. На Amazon.com появилось более 500 негативных отзывов на ещё не выпущенную книгу Лавиолетт, в которой её работу называли мошенничеством и позором. Бывший судья Верховного суда округа Марикопа Кеннет Филдс назвал эти выпады «электронной версией линчевания». Адвокат Энн Бремнер, которая участвовала в деле Аманды Нокс, сказала The Huffington Post, что подобные онлайн-насмешки и угрозы, которые получала Лавиолетт, могут повлиять на адвокатов и свидетелей в громких судебных процессах. «Это нечто, что нужно учитывать», — сказала Бремнер: «если бы у меня были дети, я бы учитывала это ещё больше».
28 мая сайт Radar Online сообщил, что старшина присяжных получал угрозы с тех пор, как коллегия не смогла договориться на этапе вынесения приговора. Позже его сын утверждал, что ему угрожали смертью. «Сегодня я прочитал письма ненависти, которые получил мой отец. Кто-то прислал ему письмо с угрозами, указав его адрес электронной почты, полное имя и номер телефона […]. Я также прочитал несколько комментариев к статье о моём отце в Интернете. Сюрреалистично. Они говорят, что моего отца одурачила обвиняемая, что его застали с ней, что он ненавидел прокурора», — написал его сын в своём публичном блоге.
Аккаунт в Twitter на имя Ариас ведут друзья Ариас от её имени. 22 июня 2013 года с этого аккаунта Ариас написала: «Только не знаю, буду ли я признаваться или подавать апелляцию».
6 марта 2015 года, после завершения повторного рассмотрения, стало известно, что присяжный заседатель № 17 (единственный несогласный со смертной казнью) получила угрозы смертью, её дом взяла под охрану полиция. Деннис Элиас, консультант присяжных, сказал: «Сам факт того, что люди угрожают смертью и пытаются исключить её, не делает чести никому из этих людей, и им должно быть стыдно».

## В массовой культуре
22 июня 2013 года состоялась премьера фильма Lifetime «Джоди Ариас: Маленький грязный секрет». В главных ролях снялись Таня Реймонд (Ариас) и Джесси Ли Соффер (Александр). О деле Ариас снят пилотный эпизод сериала «Убийство сделало меня известным», который вышел в эфир 15 августа 2015 года. В январе 2018 года Investigation Discovery выпустил в эфир мини-сериал под названием «Джоди Ариас: Тайна американского убийства». В специальном выпуске рассказывается о смерти Александра и последующем судебном разбирательстве по делу Ариас. 19 июля 2018 года дело Ариас обсуждалось в серии Stuff You Should Know как пример нарушения адвокатской тайны. В эпизоде обсуждалась книга бывшего адвоката Кирка Нурми, в которой содержалась информация, полученная Нурми в ходе защиты Ариас. 6 октября 2019 года NBC на основе истории убийства сняла эпизод Dateline под названием «А вот и Джоди». 14 февраля 2020 года ABC сняла по мотивам истории убийства серию передачи 20/20.